# Salim Halali
Salim Halali (en arabe : سليم الهلالي), de son vrai nom Simon (Chemoune) Halali, né le 30 juillet 1920 à Bône (Annaba) en Algérie et mort le 25 juin 2005 à Antibes (Alpes-Maritimes) en France, est un chanteur et derboukiste algérien interprète de musique algérienne, arabo-andalouse et musique classique  et populaire, ayant fait principalement carrière en France. Surnommé le « Bécaud arabe » ou le « roi du chaâbi », plusieurs de ses chansons restent populaires au Maghreb et parmi les communautés juives et musulmanes d'Afrique du Nord en France, où il reste « une figure emblématique de la musique de cabaret franco-arabe ».

## Biographie

### Famille
Simon Halali est né à Annaba dans une modeste famille juive de boulangers, originaire de Souk Ahras,,,.
Son père Fraj est Algérien d'origine ottomane, issue de l'ancienne famille des Ouled Kakou de Souk Ahras (Élie Kakou descendrait également de cette branche),. Sa mère, Chelbia Marie, est une Juive d'Algérie. Simon grandit avec neuf frères et sœurs, dont une sœur cadette, Berthe, née en 1926, qu'il perdra tous dans la shoah.

### Arrivée en France
À quatorze ou quinze ans, il quitte le cocon familial, et débarque en 1934 à Marseille où il commence à chanter dans le quartier de l'Opéra,.
Vers 1937, Salim Hallali se rend à Paris pour l'Exposition universelle et débute dans le répertoire dit sevillana pour connaître le succès dans les clubs parisiens de flamenco en tant que « chanteur espagnol », notamment au Faubourg-Montmartre ou au Club, près de la place de Clichy, puis s'investit dans le patrimoine musical algérien,,.

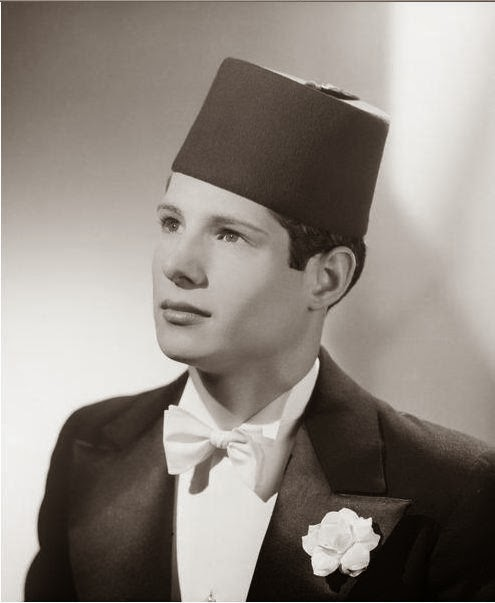
Salim Halali dans les années 1930

Sa rencontre à Paris avec l'artiste algérois de music-hall Mohamed el Kamel (1919-1956) et en 1938 avec le ténor Mahieddine Bashtarzi (1897-1986) est déterminante. Ils l'initient au chant arabo-oriental, à la chanson francarabe et l'intègrent à la troupe « Al Moutribia », fondée par le maître de la San'â à Alger l'auteur-compositeur-interprète Sfinja, dont la continuité a été assurée par son disciple et élève Edmond Nathan Yafil,. Mohamed el Kamel écrit les premières chansons de Salim Halali comme la valse Andaloussia (J'aime une fille andalouse), Sevillane, Taâli, Ardjaâ lebladek, Bine el barah oua el youm (Entre hier et aujourd'hui), les paso doble Mounira (prénom d'une de ses sœurs) et Nadira, El ouchq saïb, El qelb chahik etc. Le compositeur algérien et fondateur du Cabaret Al Jazair, rue de la Huchette à Paris, Mohand Iguerbouchène (1907-1956), lui compose une cinquantaine d'autres chansons à sa mesure, dans le style flamenco,.

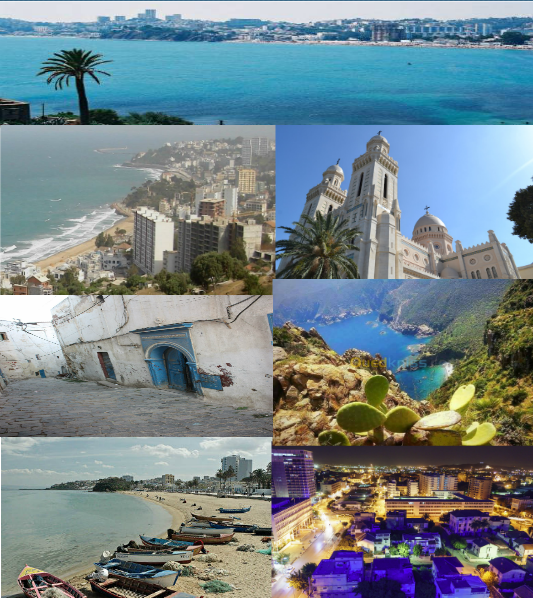
Vues d'Annaba.

À partir de 1936, Halali enregistre chez Pathé des dizaines de disques 78 tours en arabe, en espagnol et en français, dont les ventes explosent en Afrique du Nord et même en Égypte, : ses chansons sont diffusées en boucle sur les radios d'Alger, Tunis, Rabat et Tanger,.
En 1938, Mahieddine Bachtarzi, lors d'une grande tournée dans les capitales européennes avec sa troupe l'y inclut comme chanteur. Parmi ses autres « tubes », figurent Al ain zarga (L’œil bleu), Mahenni zine (Les affres de la beauté) Habibti samra (Ma bien-aimée est brune) et Dour biha ya chibani,(Tourne-lui autour vieil homme), une reprise de l'Algérien Cheikh Mohamed Bedjaoui.

#### Sous l'occupation nazie
Pendant l'occupation allemande, Salim Halali vit avec sa jeune sœur Berthe, rue François-Miron dans le quartier du Marais à Paris. Son ami Mohamed el-Kamal est parti collaborer à Radio Berlin. Isolés, les deux Halali sont dangereusement concernés par les rafles allemandes. Berthe (âgée de moins de 17 ans) est arrêtée, internée au camp de Drancy le 17 août 1943, et déportée le 2 septembre de la même année par le convoi n° 59 à destination du camp d’extermination d’Auschwitz avec son jeune fils, Claude, né le 21 février 1943, un bébé de moins de 7 mois, où les deux sont assassinés à trois semaines d'intervalle.
Des sources indiquent que seul, Salim Halali échappera aux rafles allemandes grâce au fondateur et premier recteur de la Grande Mosquée de Paris, Si Kaddour Benghabrit, qui parvient à dissimuler ses origines juives en lui fournissant une fausse attestation de musulman et en gravant le nom de son défunt père sur une tombe anonyme du cimetière musulman à Bobigny (Seine-Saint-Denis),,,. Cependant, ces allégations n'ont pu être attestées par l'institut Yad Vashem, Serge Klarsfeld reste « dubitatif » et l'actuel recteur de la mosquée, Chems-Eddine Hafiz « extrêmement prudent »[réf. nécessaire]; le chercheur Jean Laloum met les sources en perspective pour en montrer toute la fragilité (voir infra),. Pour autant, le 24 septembre 1940, le ministère des Affaires étrangères du régime de Vichy note que « les autorités d’occupation soupçonnent le personnel de la mosquée de Paris de délivrer frauduleusement à des individus juifs des certificats attestant que les intéressés sont de confession musulmane. L’imam est sommé, de façon comminatoire, d’avoir à rompre avec toute pratique de ce genre »,.
Si Kaddour Benghabrit naquit à Sidi Bel Abbès (Algérie) en 1868 et était intellectuel et non docteur en foi : il a à son actif plusieurs ouvrages et était aussi mélomane, oudiste et violoniste. Il engage Salim Halali au café maure de la mosquée où il se produit en compagnie de grands artistes tels Ali Sriti et Ibrahim Salah.

### Époque des cabarets
Après la guerre, Salim Halali renoue avec le succès et sa « voix d'or » suscite même l'admiration de l'Égyptienne Oum Kalthoum. Il fut considéré comme « chanteur de variétés » et non de musique arabo-andalouse puisqu'il n'avait pas eu de formation formelle dans ce domaine. Le journaliste Nidam Abdi écrit, : 
« Sa chemise à jabot constamment ouverte sur la poitrine, sa voix pure, ses déhanchements suggestifs (tout en jouant la darbouka) et sa beauté mélancolique lui valent un succès certain auprès des Maghrébines »
En 1947, il adhère à la Sacem et crée à Paris un luxueux cabaret oriental, Ismaïlia Folies, dans un hôtel particulier à l'architecture mauresque (aujourd'hui détruit), sis au fond d'une cour de l'avenue Montaigne, ayant appartenu à Jules de Lesseps, et qu'il rachète avec ses royalties, où il reçoit une clientèle huppée,,. En 1948, il en crée un second, Le Sérail, rue du Colisée,.
Ayant perdu tous ses frères et sœurs,, il quitte la France et s'installe en 1949 au Maroc pour racheter rue du Consulat d'Angleterre, un vieux café dans le Maârif, quartier cosmopolite de Casablanca, qu'il transforme en un prestigieux cabaret, Le Coq d'Or, dont les six salons sont décorées de draperies tissées d'or et de meubles Louis XV : « le plus beau cabaret oriental du Maroc », dit son affiche publicitaire. Avec son grand orchestre, il y chante toutes les nuits et invite divers artistes orientaux comme El Hajja El Hamdaouiya, Latifa Amal, El Maati Benkacem, le luthiste Omar Tantaoui, Fouiteh, Line Monty, Blond-Blond, Lili Bouniche, Chafia Rochdi dite Nana (1910-1989), Warda al-Jazairia, Raoul Journo… à s'y produire,,. L'endroit somptueux avec ses spectacles orientaux est fréquenté par les familles riches du pays et des personnalités de passage.
À partir de 1950, Halali forme un duo avec le musicien de châabi de Fès (en)Haïm Botbol, reprenant ensemble, essentiellement, des classiques marocains et algériens . Salim Halali accumule les succès. À la fin des années 1960, il enregistre une version du standard My Yiddishe Mama, en arabe, dont il écrit les paroles après la mort de sa mère,. Le roi Hassan II, qui appréciait l'écouler, l'invite à chanter à tous les grands événements du palais. Quand le cabaret du Coq d'Or est détruit dans un incendie en 1965, Salim Halali revient alors en France,.
Dans les années 1960 et bien qu'anti-sioniste, il effectue un séjour en Israël où il est interviewé à la radio ; il y rappelle que la chanteuse Oum Kalthoum avait été impressionnée par sa voix. Lors d'un récital à Jérusalem, il crie en arabe « Vive la nation arabe ! » mais en réaction, on jette alors des objets sur lui ; il n'est jamais retourné en Israël,.

### Retour en France
Il s'installe à Cannes au début des années 1960 et en 1970, se lance dans une nouvelle carrière française. Il investit dans de ruineux studios à Cannes et Paris, y conviant de grands musiciens du monde espagnol et arabe pour ses nombreux enregistrements ; il sort un 33T nostalgique en français chez Polydor, arrangé par Jean Claudric, sous la direction artistique de Jacques Bedos, dont il compose toutes les musiques, avec pour auteurs et paroliers Raymond Mamoudy, Roger Lucchesi, Billy Nencioli, Bob du Pac ou Monique Emmanuel.
Halali se produit avec grand succès dans un concert à la salle Pleyel à Paris, retransmis en direct par RTL, au début des années 1970, mais son public semble lui préférer ses chansons en arabe. Son succès est tel qu'il est assailli de demandes d'interviews et de prestations. Dans les années qui suivent, il donne d'autres concerts à Paris, Montréal et Casablanca, et accepte de se produire dans des grands mariages et autres cérémonies,. Le concert public qu'il donne en novembre 1975, sur la Place des Arts à Montréal, devant 1800 personnes est enregistré pour paraître en France par Sonodisc.
Salim Halali était connu pour sa maîtrise de la derbouka, instrument à percussion qui ponctuait ses prestations, et il jouait également au luth. Il s'illustre dans l'interprétation de plusieurs genres musicaux, allant de la chanson populaire aux musiques arabo-andalouses mâalouf et ghranati. Il chante également dans plusieurs langues et en différents dialectes (algérien, tunisien et marocain),. Avec le temps, sa technique vocale et son art s'affermissent : « il connaît à la perfection tous les secrets du chant oriental », jouant sur chaque syllabe où « les variations se succèdent en une arabesque fleurie dans une orgie de couleurs ».
Alors que le succès est au rendez vous, Salim Halali décide de se retirer sur la côte d'Azur à 73 ans pour s'adonner à sa passion des antiquités, de collectionneur de tapis persans, bibelots et autres objets d'art,,. Il indemnise sa maison de disques et reprend sa liberté. Sur l'insistance d'un ami, il donne un dernier concert pour la soirée du réveillon, en 1994.
Salim Halali, ouvertement homosexuel « entouré de femmes », est connu pour son goût des soirées fastueuses dans sa villa cannoise décorée comme un palais avec nombre d'oeuvres d'art, où il vivait avec deux tigres de compagnie et où il fait même venir un éléphant dans ses jardins,,,. Doté d'une grande générosité, il offrait jusqu'à ses vêtements, ses bijoux ou ses cachets, il gâtait ses musiciens ; il offrait, à chaque fête de l'Aïd el Kebir, un camion de moutons aux pauvres de l'ancienne médina ou mettait aux enchères ses tableaux de valeur au profit du Croissant-Rouge marocain,. Quand le chanteur Cheb Khaled vient le voir avec son impresario pour lui acheter les droits de l'une de ses chansons, Halali lui propose de fixer le prix à sa guise puis d'en donner 50% aux orphelins des musiciens algériens et le reste pour le centre où finirait ses jours.
En 1993, après avoir vendu sa Villa Saint-Charles (Rue Saint-Charles à Cannes) et avoir confié ses droits d'auteurs à une association de bienfaisance en Algérie, il décide de se retirer au Centre de Long Séjour, une maison de retraite à Vallauris, dans l'anonymat, la simplicité et la tranquillité,.
Délaissé mais aussi interdisant à tous qu'on lui rende visite hormis quelques amis proches, il meurt à l'hôpital d'Antibes en juin 2005. Selon ses derniers vœux, ses cendres sont dispersées au jardin du souvenir du crématorium de Nice,.
Sur la tombe de sa mère Chelbia au cimetière parisien de Bagneux - dont la concession est au nom de Salim Halali - figure un médaillon la représentant, à côté duquel est ajouté celui de sa sœur, avec l'indication « À la mémoire de Berthe Halali, née le 16 décembre 1926, déportée en septembre 1943 », pour garder une trace de son existence.
De nos jours, les radios marocaines ne diffusent plus les morceaux de chanteurs ou musiciens d'origine juive, tels que Samy Elmaghribi, Zohra Elfassia ou Salim Halali mais le souvenir de ce dernier reste vif dans les mémoires. De récents interprètes reprennent certains de ses titres, comme l’Orchestre National de Barbès avec Dour Biha Ya Chibani, la Mano Negra avec Sidi H’bibi ; l'auteure-compositrice et interprète française Fishbach reprend La babouche, sur son album À ta merci, en 2017.

## Cinéma
Salim Halali est l'un des personnages principaux du film Les Hommes libres d'Ismaël Ferroukhi, sorti en 2011,. Il est incarné par l'acteur israélo-palestinien Mahmoud Shalaby et le chanteur marocain Pinhas Cohen lui prête sa voix. Le film et son dossier pédagogique à l'adresse d'un public scolaire sont critiqués par le chercheur au CNRS Jean Laloum qui émet des réserves sur la véracité de certains faits présentés dans le film en raison de « l’absence d’archives ou d’autres sources historiques » pouvant les confirmer et à la « crédibilité sujette à caution » des témoignages de Salim Halali,.
Le réalisateur a toutefois précisé qu'« Il y a beaucoup d’éléments vrais dans le film, même si c’est avant tout une fiction ».

## Sources
- Emile Zrihan rend hommage à Salim Halali in L'Arche, Numéros 573-576, F.S.J.U., 2006, p. 134
- Biographie de Salim Halali